# 多重線型交代写像
数学のより具体的には多重線型代数における多重線型交代写像（たじゅうせんけいこうたいしゃぞう、英: multilinear alternating map）または交代多重線型写像 (alternating multilinear map) あるいは短く交代写像 (alternating map) とは、その引数がすべて同一の空間に属する多重線型写像であって、その任意の（相隣る）引数が等しいとき必ず零となるようなものを言う。終域が係数体（あるいは係数環）であるときには、多重線型交代形式や交代多重線型形式などと呼ぶ。
交代化の概念は、引数がすべて同一の空間に属する任意の多重線型写像から多重線型交代写像を得ることに利用できる。

## 定義
{\displaystyle f\colon V^{n}\to W} の形の多重線型写像が交代的であるとは、以下の同値な条件の何れか一つ（したがって全部）を満足するときにいう:
1. 適当な {\textstyle 1\leq i\leq n-1} で {\displaystyle x_{i}=x_{i+1}} となるならば {\displaystyle f(x_{1},\ldots ,x_{n})=0}.[1][2]
2. 適当な {\textstyle 1\leq i\neq j\leq n} で {\displaystyle x_{i}=x_{j}} となるならば {\displaystyle f(x_{1},\ldots ,x_{n})=0}.[1][3]
3. {\displaystyle x_{1},\ldots ,x_{n}} が線型従属ならば {\displaystyle f(x_{1},\ldots ,x_{n})=0}.

## 例
- リー代数におけるリー括弧積は交代双線型写像である。
- 行列の行列式は、行列の行または列を引数と見れば、多重線型交代形式である。

## 性質
- 交代多重線型写像の任意の引数 xi に他の引数の定数倍を加えた xi + c⋅xj (j ≠ i, および c は係数環 R の元) に取り換えても（したがってさらにほかの引数の任意の線型結合を加えても）もとの写像の値は変化しない[3]
- 任意の交代多重線型写像は反対称である[4]
- n! が係数環 R の単元ならば、任意の反対称 n-重線型形式は交代的である。
- 係数環が標数 2 でないならば、任意の反対称重線型写像は交代的である。

体 K 上のベクトル空間 V を K 上 n-次元として、V の（順序付けられた）基底 {\displaystyle e:=(e_{1},\dots ,e_{n})} をとる。V の任意のベクトルを {\textstyle x_{j}=\sum _{i=1}^{n}X_{i,j}e_{i}} の形に書くとき、これらベクトルの n-組 {\displaystyle (x_{1},\dots ,x_{n})\in V^{n}} における n-重交代写像 {\displaystyle f\colon V^{n}\to W} の値は、多重線型性と交代性（反対称性）により {\displaystyle f(x_{1},\dots ,x_{n})={\Bigl (}\sum _{\sigma \in {\mathfrak {S}}_{n}}\varepsilon (\sigma )\prod _{j=1}^{n}X_{\sigma (j),j}{\Bigr )}f(e_{1},\dots ,e_{n})={\det }_{e}(x_{1},\dots ,x_{n})f(e_{1},\dots ,e_{n})} と展開して計算できる（{\textstyle {\mathfrak {S}}_{n}} は n-次対称群、ε は置換の符号、函数 dete は順序基底 e に関する表現行列 (Xij) の行列式である）。したがって、ベクトル {\displaystyle f(e_{1},\dots ,e_{n})}（これは W の任意の元をとりうる）が分かれば、f の決定には十分である: 
定理 ― V が n 次元のとき、Vn から W への n-重線型交代写像全体の成すベクトル空間 {\displaystyle A_{n}(V;W)} は W に同型である。
 また W = K のときを考えれば、函数 {\displaystyle \det \nolimits _{e}} は {\displaystyle f(e_{1},\dots ,e_{n})=1} を満たす唯一の n-重線型交代形式 f として特徴づけられる。
ふたたび V の次元を n とするとき、n > k と仮定して k-重線型交代写像を考える（n < k の場合には k-重線型交代写像は零写像しかない）。前の段落で見たことはこの場合に対しても拡張することができる。同じ引数が二度出てきた場合にはその項は無視できるから、重線型性による展開 {\displaystyle f(x_{1},\dots ,x_{k})=\sum _{(i_{1},\dots ,i_{k})\in J}\prod _{j=1}^{k}X_{i_{j},j}f(e_{i_{1}},\dots ,e_{i_{k}})} において、右辺の和をとる添字集合 J は集合 {1, …, n} の相異なる元からなる k-組 (i1, …, ik) 全体の成す集合としてよい。さらに言えば、反対称性により f の引数を並べ替えれば、右辺は {\displaystyle f(e_{i_{1}},\dots ,e_{i_{k}})\qquad (1\leq i_{1}<i_{2}<\dotsb <i_{k-1}<i_{k}\leq n)} の形の項の線型結合に書けることがわかる。このように並べ替えた k-組の総数は二項係数 {\textstyle {\binom {n}{k}}} であり、k-重線型交代写像はそのような k-組における値で特徴づけられる。よって
定理 ― V が n 次元で k < n のとき、Vk から W への k-重線型交代写像全体の成すベクトル空間 {\displaystyle A_{k}(V;W)} は {\textstyle W^{\binom {n}{k}}} に同型である。
より具体的に、上記の展開公式は行列式の概念を用いて書くことができる: {\displaystyle f(x_{1},\dots ,x_{k})=\sum _{1\leq i_{1}<i_{2}<\dots <i_{k-1}<i_{k}\leq n}{\begin{vmatrix}X_{i_{1};1}&X_{i_{1};2}&\dots &X_{i_{1};k}\\X_{i_{2};1}&X_{i_{2};2}&\dots &X_{i_{2};k}\\\vdots &\vdots &\ddots &\vdots \\X_{i_{k};1}&X_{i_{k};2}&\dots &X_{i_{k};k}\end{vmatrix}}f(e_{i_{1}},\dots ,e_{i_{k}}).} ここで、各係数はベクトル xi の族の基底 ej に関する表現行列の小行列式である。

## 交代化
多重線型写像 {\displaystyle f\colon V^{n}\to W} が与えられれば、それに対して多重線型交代写像 {\displaystyle g\colon V^{n}\to W} を {\displaystyle g(x_{1},\ldots ,x_{n}):=\sum _{\sigma \in {\mathfrak {S}}_{n}}\varepsilon (\sigma )f(x_{\sigma (1)},\ldots ,x_{\sigma (n)})} で定めることができ、これを f の交代化 (alternatization) と言う。
性質
- n-重線型交代写像の交代化は、もとの写像に n! を掛けたものになる。
- 多重線型対称写像の交代化は零写像である。
- 双線型写像の交代化は双線型交代写像である。最も見るべきは、任意のコサイクルの交代化が双線型となることである。この事実は、格子上の双線型交代形式の群を持つ格子の、二次のコホモロジー群の決定において重要な役割を果たす。

## 注